# Алыев, Алы Нушреван оглы
Алы Нушреван оглы Алыев (азерб. Alı Nuşrəvan oğlu Alıyev; род. 4 января 1955, Карягино) — глава исполнительной власти Физулинского района (с 2011).

## Биография
Родился 4 января 1955 года в пос. Карягин Физулинского района. 
С 1977 по 1978 год работал агрономом совхоза им. Дж. Джаббарлы.
С 1978 по 1981 год являлся начальником организационного отдела Физулинского районного комитета комсомола. С 1983 года — начальник данного отдела.
С 1984 по 1985 и с 1987 по 1988 год являлся инструктором, заместителем начальника отдела, начальником отдела районного комитета партии Физулинского района. 
С 1985 по 1987 год окончил Высшую партийную школу.
С 1988 по 1989 год являлся начальником отдела сельского хозяйства Физулинского районного комитета партии.
С 1989 по 1999 год являлся директором Аграрно-промышленного комбината Физулинского района. 
С 1999 года являлся начальником управления систем полива Физулинского района.
Глава исполнительной власти Физулинского района (с 25 февраля 2011).

## Награды
- Медаль «Прогресс» (4 июня 2009, за заслуги в развитии мелиорации и водного хозяйства Азербайджана)[2]
- Орден «Слава» (29 декабря 2014, за заслуги в общественно-политической жизни Азербайджана)[3]